# 朱爭平
朱爭平（1953年2月—），江苏海门人，中华人民共和国政治、軍事人物，2004年7月晋升为少将军衔。中共十八大代表。
1970年参加工作，曾任南京军区政治部宣传部部长，装甲第十师政委，第一集团军政治部主任。2005年，任第一集团军副政委。2010年1月，任江西省委常委、江西省军区政委。2010年7月，任上海警备区政委；次年兼任上海市委常委，2012年5月卸任，2012年9月再度担任上海市委常委；2013年3月卸任上海警备区政委。